# Інемурі
Інему́рі (яп. 居眠り, «бути присутнім і спати») — практика денного сну на роботі, в громадському транспорті та інших громадських місцях у Японії. Таке явище можна зустріти навіть в стінах парламенту. Згідно з японськими традиціями, суспільство не забороняє інемурі, а, навпаки, його заохочує. Це явище є ознакою того, що людина мало спить, оскільки дуже багато працює і не має часу на нічний сон. Таке ставлення склалось ймовірно через те, що Японія серед всіх країн посідає перше місце у світі (або ж друге після Кореї) за недосипанням. Інемурі заборонений лише в тих випадках, коли це загрожує громадській безпеці.
Хоча ставлення до такого сну в багатьох інших країнах негативне і можуть навіть звільнити з роботи, але дослідження західних університетів показали, що навіть 10-20 хвилин перепочинку дозволяють підвищити ефективність роботи і краще виконувати поставлені задачі. Крім того, від такого сну можна швидко і легко прокинутись.
Разом з тим деякі службовці навіть удають, що сплять, щоб показати як вони важко працюють.
Хоча з фізіологічної точки зору інемурі є сном, але в японському суспільстві його швидше прирівнюють до занурення у мрії. Хоч цей спосіб відпочинку і пов'язаний з недосипанням японців через надзвичайну інтенсивність сучасного життя, але це явище було звичним і впродовж всієї історії, незалежно від соціального становища.

## Правила інемурі
- Сон під час інемурі повинен демонструвати соціальну залученість, іншими словами людина може спати стоячи в автобусі, сидячи на нараді вертикально в кріслі[7] таким чином, щоб зовні створювалося враження її участі у цих заходах[1]. Якщо службовець не порушує цього правила, то він може спати доволі довго, хоч 5 хвилин, хоч цілу годину. Але якщо його про щось запитають на цій нараді, то він повинен одразу ж відповісти на поставлене запитання[2].
- Під час інемурі велике значення має соціальний статус. Так, якщо підлеглий спить на очах у свого начальника, то це неприпустимо, якщо ж начальник спить на очах у своїх підлеглих, то в цьому немає нічого осудного[4].